# Hans Richter (pintor)
Hans Richter (Berlín, 6 de abril de 1888-Muralto, 1 de febrero de 1976) fue un pintor y cineasta alemán, nacionalizado más tarde estadounidense. Realizó los cortometrajes Rhythm 21 (1921), Rhythm 23 (1923) o Ghost before breakfast (1927), pieza de la cual los nazis destruyeron la versión sonora que había realizado Paul Hindemith. En 1928 abandona la pintura para dedicarse al cine. Desde 1942 hasta 1956 enseña cinematografía en el City College de Nueva York.